# Делькевич Йосиф
Йосиф Делькевич (1822, Лежайськ — 4 лютого 1912, Львів) — москвофіл, священник і релігійний діяч Греко-католицької церкви, богослов, педагог, викладач Львівського університету, канонік і просинодальний екзаменатор Перемиської греко-католицької капітули, посол до Галицького крайового сейму (1868–1869). Вперше у Львівському університеті викладав педагогіку руською (українською) мовою. Автор праць із церковної історії.

## Життєпис

### Ранні роки
Згадки про юні роки Йосифа Делькевича доволі скупі. Народився у 1822 році (точна дата невідома) у м.Лежайську, нині в південно-східній Польщі, адміністративний центр Лежайського повіту Підкарпатського воєводства. Делькевичі походили з давнього лемківського священичого роду, що сягав коренями XV—XVI ст.

### Освіта
Про середню освіту відомостей немає. Вищу освіту здобував у Львові — у Генеральній греко-католицькій духовній семінарії і теологічному факультеті університету, і в Перемишлі — у єпархіальній духовній семінарії. Ступінь доктора теології здобув у Віденському університеті в 1855 році, як студент інституту імені святого Авґустина у Відні.

### Церковна кар'єра

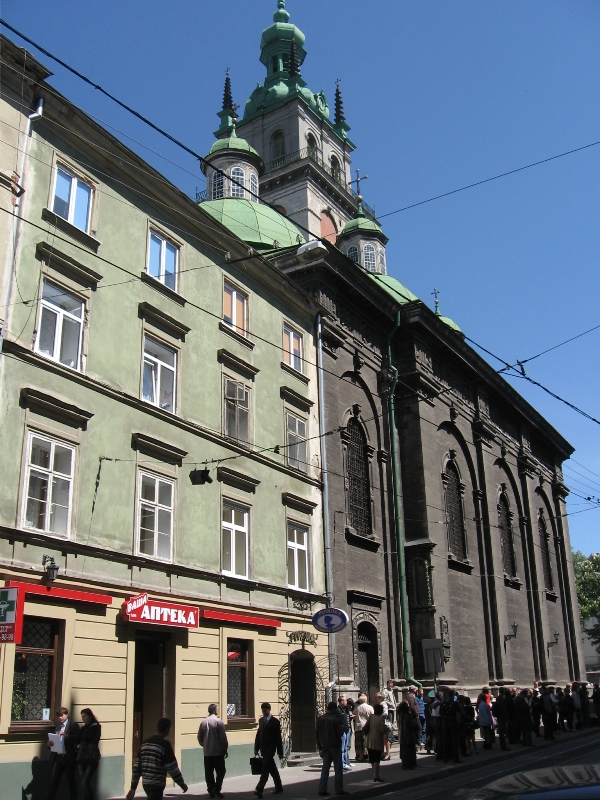
Львів, вул. Руська 3. Сучасний вигляд

- 1850 — священик греко-католицької церкви.
- 1875 — почесний крилошанин Перемиської греко-католицької капітули.

### Викладацька діяльність у Перемишлі
- 1855–1860 — префект духовної семінарії.
- 1855–1856 — вчитель гімназії.

### Викладацька діяльність у Львові
Викладав на теологічному факультеті Львівського університету
- 1860 — суплент (заступник професора)
- 1864 — професор церковної історії
- 1885 — професор педагогіки
- У 1865/1866, 1869/1870, 1874/1875, 1880/1881, 1889/1890 роках обирався деканом теологічного факультету
- У 1879/1880, 1880/1881 i 1889/1890 — продеканом теологічного факультету
- У 1867 році був обраний ректором університету.
- 1860-1890 — вчителював у Львівській греко-католицькій духовній семінарії.

### Громадсько-політична діяльність
- 1868–1869 — посол до Галицького крайового сейму за посадою ректора університету.
- 1870 — голова товариства «Руська бесіда»
- 1887 — голова товариства «Народний Дім», яким управляли москвофіли.
- 1892 — голова товариства «Русское касино».

Член культурно-освітніх товариств: Галицько-Руська матиця, Просвіта (почесний), «Ставропігійський інститут», «Русская рада».
Будучи послом до Галицького сейму, обстоював права русинської (руської) мови. В останні десятиліття свого життя схилявся до москвофільської течії українського громадсько-політичного руху.

### Останні роки життя
Після відходу на спочинок у 1890 році жив у Львові по вул. Руській 3. Помер 4 лютого 1912 року. Похований на Личаківському цвинтарі, поле 5.

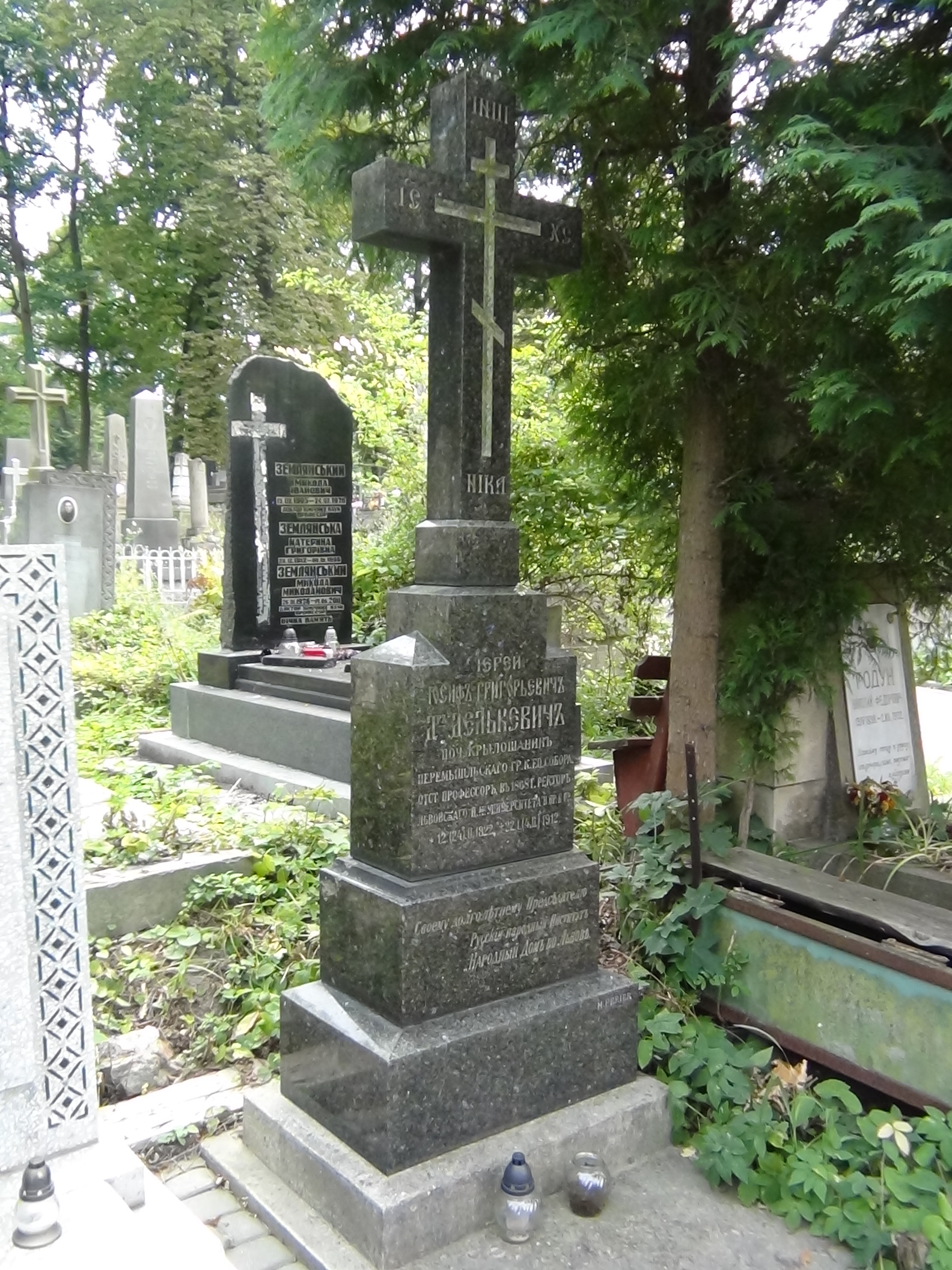
Надгробок Йосифа Делькевича на Личаківському цвинтарі у Львові

## Спогади сучасників

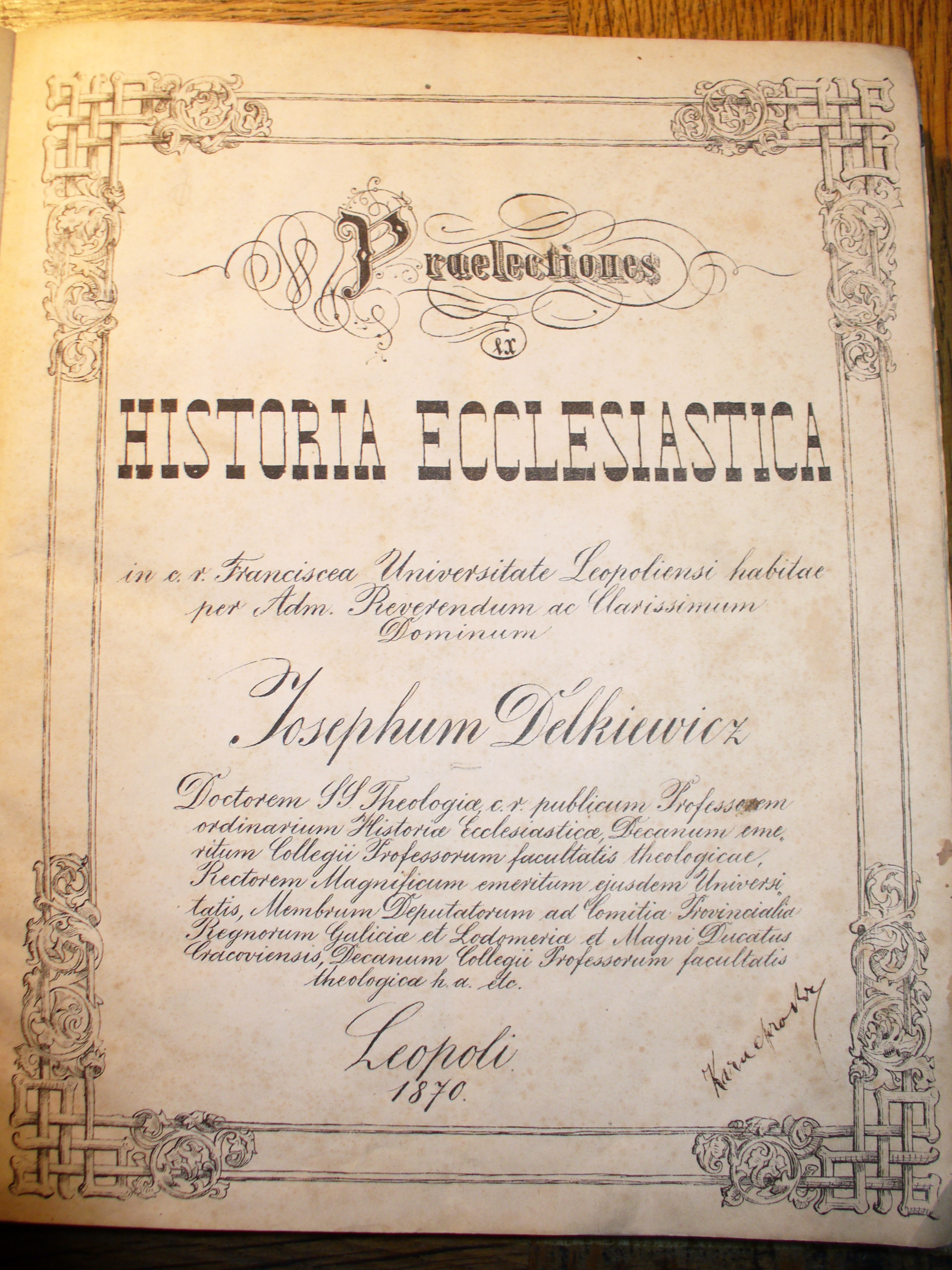
Praelectiones ex Historia Ecclesiastica. Обкладинка

Цікаві, хоча й критичні до професора Делькевича спогади залишив відомий український вчений, письменник і громадський діяч Кирило Студинський:
|  | Другим моїм професором з педагогії в руській мові був о. др. Йосип Делькевич... Називано його "Дикас", бо коли питав питомців при іспиті, починав питання словами "Dykas" (dicas mihi, domine - скажіть мені, пане). Тому що він приятелював з відомим ученим, крилошанином Антонієм Петрушевичем, консисторія висилала заодно останнього на іспити питомців о. Делькевича. Як учений нічим не відзначився, хоть полишив по собі гектографовані скрипти. Належав до тих учених, що блистіли ученістю, але в науці тривкого сліду по собі не залишили. Його скрипти з педагогії, писані мовою церковною, українською, а в часті російською, були таким "вавилонським столпотворенієм", що треба хіба було якоїсь спеціальної прелекції, щоб їх дочитати до кінця. Я їх взагалі не читав і склав іспит, бо добрі товариші знаменито підповідали, а я не менше гарний мав слух. Правда, що як довелося мені повторяти відповіді "язичієм", я так зіпрів при іспиті, що безнастанно хустиною обтирав чоло. Для молоді був о. Делькевич прихильний, а коли питомець мало що відповідав, професор Делькевич питався заодно о. Антонія Петрушевича, чи має дати екзаменованому "первую" ноту, на що останній покивував головою, при чому оба нюхали табаку. |

Цей фрагмент яскраво характеризує ставлення молодого Студинського до викладача старої формації Й. Делькевич. Не менш колоритно згадує про свого вчителя в останні роки його життя відомий галицький громадський діяч і педагог Степан Шах:
|  | Знав я о. проф. д-ра Йосифа Делькевича, ще як гімназійний учень, особисто і служив не раз йому у Волоській церкві раненько до читаної Служби Божої. Мав він сильний голос, а що був уже глуховатий, то його тиха Служба Божа в каплиці Трех Святителів була голосніша, аніж співана сотрудником о. Волод. Ґурґулою Утреня при головнім вівтарі. Був він понад 50 років безпереривно у Львові, але не позбувся свого лемківського акценту і говорив: Ісус Хрйстос, молоко, господин, не уживав одначе вже слова «лем», зате «кусцьок», «дашто», «вшитки» (кусок, дещо, всі) і т. п. Мешкав він при вул. Руській ч. З, коло Волоської церкви. Ходив похилений вже, опираючись на палиці, але в чоботах з широкими, легкими до взуття холявами, вдягався в капоту, яка між священством в 1860—70 рр. була модна, носив пацьорковий, фіолетного кольору обойчик, а на сивій, з буйною ще чуприною, голові носив він високий, стіжковатого формату тяжкий циліндер, що неначе пригнітав його до землі. Курив заедно цигари, хоч — заедно відкашлював і все обтирав хусточкою уста, (через що держав усе цю хусточку в рукаві лівої руки). Стрічних знайомих задержував на вулиці, бо всіх пізнавав, окулярів уживав лиш до читання. Любив жартувати, а нас молодиків частував сильною табакою і тішився, як ми пчихали, а він желав нам — «во здравіє!» Табакерку мав срібну, а на накривці був — в емалії — портрет митр. Йосифа Сембратовича; цю табакерку дістав він в дарунку від митрополита особисто. Раз в тижні їздив він однокінним (дешевшим) фіярком (трамвіаем не їздив ніколи бо — мовляв — там «толпа голотиться») на Св. Юрську Гору, щоб відвідати свого ровесника, вже темного, о. крил. Ант. Петрушевича і приносив йому «новости» з міста. Тоді приходив ще до о. А. Петрушевича старий емер. гімн. проф. о. Іван Костецький, що мешкав при вул. Міцкевича у стіп св.юрського городу та о. крил, д-р Гавриїл Крижановський, що мешкав у забудованнях святоюрських. Було це справді добірне товариство, бо всі вони чотири були живими учасниками подій переломового 1848 року! |

## Основні праці
- De cruciatis eorumque origine (Про хрестові походи і їх початки)
- Praelectiones ex Historia Ecclesiastica (Вступ до церковної історії).
- Wykłady z historyi Kościelnej na wszechnice Lwowskiej (Лекції з церковної історії у Львівському університеті). 1873.